# پروژه پولار ۸
پروژه پولار ۸ (به انگلیسی: Polar 8 Project) یک کشتی بود که طول آن ۱۶۷ متر (۵۴۷ فوت ۱۱ اینچ) بود.